# Puerto Colombia (ort)
Puerto Colombia är en ort i Colombia.   Den ligger i departementet Atlántico, i den norra delen av landet, 700 km norr om huvudstaden Bogotá. Puerto Colombia ligger 12 meter över havet och antalet invånare är 26 227.
Terrängen runt Puerto Colombia är platt åt nordost, men åt sydväst är den kuperad. Havet är nära Puerto Colombia åt nordväst. Runt Puerto Colombia är det ganska tätbefolkat, med 86 invånare per kvadratkilometer. Närmaste större samhälle är Barranquilla, 19,0 km öster om Puerto Colombia. Omgivningarna runt Puerto Colombia är en mosaik av jordbruksmark och naturlig växtlighet.